# Robocroc
Robocroc ist ein US-amerikanischer Tierhorrorfernsehfilm aus dem Jahr 2013. Der Film feierte am 14. September 2013 seine Premiere auf Syfy.

## Handlung
Houston: Eine Rakete mit militärischer Nanotechnik wird in die Atmosphäre geschossen. Während des Starts kommt es zu Komplikation und die Rakete explodiert. Die Ladung kann im letzten Moment erfolgreich abgekoppelt werden und landet in einem Gehege des örtlichen Zoos. Die Nanotechnik sucht sich sofort einen Wirt und findet ihn im Salzwasserkrokodil Stella. Tierpfleger Chef wird während der Fütterung von dem hoch aggressiven Tier attackiert, kann sich aber in die Kanalisation retten. Cheftierpfleger Jim Duffy wird von Direktor Marshall über die Lage informiert und mit der neuen Zoobiologin Jane Spencer bekannt gemacht.
Das bereits angerückte Militär unter der Leitung von Colonel Montgomery hat die Spurensuche nach der verlorengegangenen Technik bereits begonnen und die Verantwortliche Dr. Riley ist von der Hilfe des Zoopersonals nicht angetan, muss sich aber dem Druck des Colonel schließlich beugen. Tatsächlich schafft es Duffy, Stella zu narkotisieren. Daraufhin begibt er sich mit Jane auf die Suche nach Chef. Währenddessen erwacht Stella aus der Narkose und verletzt einen der Soldaten schwer, um anschließend zu flüchten. Jim und Jane können Chef derweile retten und er wird ins örtliche Krankenhaus transportiert.
Zoopersonal und Militär arbeiten nun zusammen, um das Krokodil gefangen zu nehmen. Was keiner weiß, Dr. Riley ist dazu in der Lage, das Krokodil zu steuern und es zu orten, ist aber darauf aus, das Krokodil um jeden Preis lebend zu bekommen und ignoriert menschliche Verluste. Da das Bewässerungssystem des Zoos mit dem des angrenzenden Spaßbades und einem See verbunden ist, kommt es am Badesee und im Freibad zu den ersten Todesfällen. Rob Duffy, der Sohn von Jim, ist mit seinem Freund Hud während der Vorfälle in der Herrenumkleide eingesperrt worden, da er Sydney und Jules im Bikini filmte. Nun befreien die Freunde der jungen Frauen die beiden, da sie wissen, dass er der Sohn eines Tierpflegers ist und erhoffen sich dadurch Rettung.
Nigel Evans, ein Wildtierexperte und langjähriger Freund von Jim, wird kontaktiert und hilft dem Militär, dass aufgrund der hohen menschlichen Verluste, unter anderen Herr Marshall, Jules und deren Freund, das Tier töten will. Das Krokodil ist nun vollständig mechanisch geworden und wird im See aufgespührt. Eine hohe Stromladung die in den See geleitet wird, schaltet das Krokodil vermeintlich aus. Allerdings wird es von Dr. Riley reaktiviert und flüchtet in das Spaßbad, wo Rob, Hud, Sydney und deren Freund sind. Nigel, Jim und Jane erreichen die Teenager noch rechtzeitig, um sie zu retten. Dabei opfert sich Nigel und auf der Flucht stirbt Sydney's Freund.
In der Kanalisation der Stadt kommt es zum finalen Kampf gegen das Krokodil. Colonel Montgomery, der einen ersten Angriff schwerverletzt überlebte, gibt Jim die Position an und stirbt in einer Granatenexplosion, in der Hoffnung, dadurch das Krokodil zu töten. Auch die Teenager und Jane, die herausgefunden hat, dass Dr. Riley das Krokodil kontrolliert, begeben sich in die Kanalisation. Jim schafft es, das Krokodil mit einer speziellen Bombe zu töten. In der Explosion kommt auch Dr. Riley um, die das Vorhaben stoppen wollte. Jim und Jane können anschließend Rob, den schwerverletzten Hud und Sydney bergen.

## Hintergrund
Der Film ist mit einigen bulgarischen Schauspielern besetzt worden. Für Quinlan Hill und Dimitar Balabanov ist es die bisher einzige Filmrolle, Christian Hammerdorfer und Iva Iankulova hatten noch wenige Kleinstrollen in Fernseh- oder Kurzfilmen.
Die Ego-Perspektive des australischen Salzwasserkrokodils ähnelt der Sicht des Terminator T-800 gespielt von Arnold Schwarzenegger in Terminator aus dem Jahr 1984.

## Kritik
„Eher spaßiges als schauriges Action-Sci-Fi-Horror-Abenteuer, das abgesehen von der skurrilen Ausgangslage überwiegend nur Leerlauf produziert.“

„Humor ist hier nicht einprogrammiert.“

Cinema prangert an, dass der Film sich selbst zu ernst nehme. Auch Thrill & Kill bemängelt, dass dem Film Humor abgeht. Weiterhin kritisiert das Blatt, dass die Charaktere wahllos aus dem Schablonenregal geholt wurden und die Dialoge wie aus einem Textgenerator ausgespruckt wirken. Gelobt wird allerdings die deutschsprachige Synchronisation, die selbst die Befehle des Krokodils übersetzte. Horrormagazin kritisiert die schauspielerischen Leistungen von Corin Nemec und Dee Wallace-Stone und urteilt final, Lieber mit einem kompletten Kindergeburtstag in den Zoo als dieses Machwerk anzusehen.